# Revolución de los Jeans
La Revolución de los Jeans (en bielorruso, Джынсавая рэвалюцыя Джынсавая, transliteración: Džynsavaja revalucyja, en ruso, Джинсовая революция) fue un término utilizado por la oposición democrática de Bielorrusia para describir sus protestas tras las Elecciones presidenciales de Bielorrusia de 2006.

## Etimología
La revolución de los jeans también se denominó revolución del aciano (васильковая революция, en los medios rusos) y revolución de la mezclilla, en referencia al color azul como paralelo a las otras revoluciones de color; sin embargo, a diferencia de esas, la Revolución de los jeans no trajo cambios radicales a la política y la sociedad bielorrusa.

## Antecedentes
En 1996 empezaron unas protestas fueron provocadas por un referéndum constitucional sobre las enmiendas a la Constitución de Bielorrusia de 1994. El referéndum fue convocado luego de una disputa entre el presidente Lukashenko y el parlamento electo, el Decimotercer Consejo Supremo, sobre la propuesta del presidente de enmendar la constitución para extender su mandato de cinco a siete años, crear una segunda cámara legislativa cuyos miembros serían designados por el presidente, y limitar el poder de la Corte Constitucional
El presidente Lukashenko destituyó ilegalmente a Viktor Gonchar, presidente de la Comisión Central para Elecciones y Referéndums Nacionales, de su cargo. Como resultado, se paralizó el trabajo de la Comisión, que debía controlar la legalidad del voto.
El 16 de septiembre de 1999, el líder popular de la oposición bielorrusa Viktor Gonchar había desaparecido; el Consejo de Europa sospecha que el actual jefe de la Unidad Especial de Respuesta Rápida de Bielorrusia, Dmitri Pavlichenko, tenía vínculos con la desaparición de Gonchar.
En octubre de 1999, la oposición bielorrusa convocó a manifestaciones que se debieron a los temores de que Bielorrusia fuera anexada a Rusia como parte de la entonces inminente ratificación del Estado de la Unión. Otras preocupaciones de los manifestantes fueron las desapariciones forzadas de los políticos de la oposición Viktor Gonchar y Yury Zacharanka y, en términos más generales, el gobierno autoritario del presidente Aleksandr Lukashenko. La protesta, que terminó en un enfrentamiento violento entre la policía de la ciudad y los manifestantes, resultó en que el gobierno bielorruso retrocediera en los planes para el Estado de la Unión y la continuación de la independencia de Bielorrusia de Rusia.

## Historia
La policía bielorrusa previo a las elecciones había incautado las banderas blancas, rojas y blancas utilizadas por la oposición (y prohibidas en el estado), como respuesta un activista del movimiento juvenil Zubr, Mikita Sasim (bielorruso: Мiкiта Сасiм, ruso: Никита Сасим), se levantó la camisa de mezclilla. (comúnmente llamada "camisa de jeans" en ruso), anunciando que esta sería su bandera en su lugar.  En la antigua Unión Soviética, los jeans a menudo simbolizaban la cultura occidental. La oposición bielorrusa reconoció la mezclilla como un símbolo de protesta contra las políticas "de estilo soviético" de Lukashenko, llevando también el mensaje de que los bielorrusos "no están aislados [de Occidente]"  Posteriormente, Zubr sugirió usar jeans el día 16 de cada mes, en recuerdo de las presuntas desapariciones en Bielorrusia.

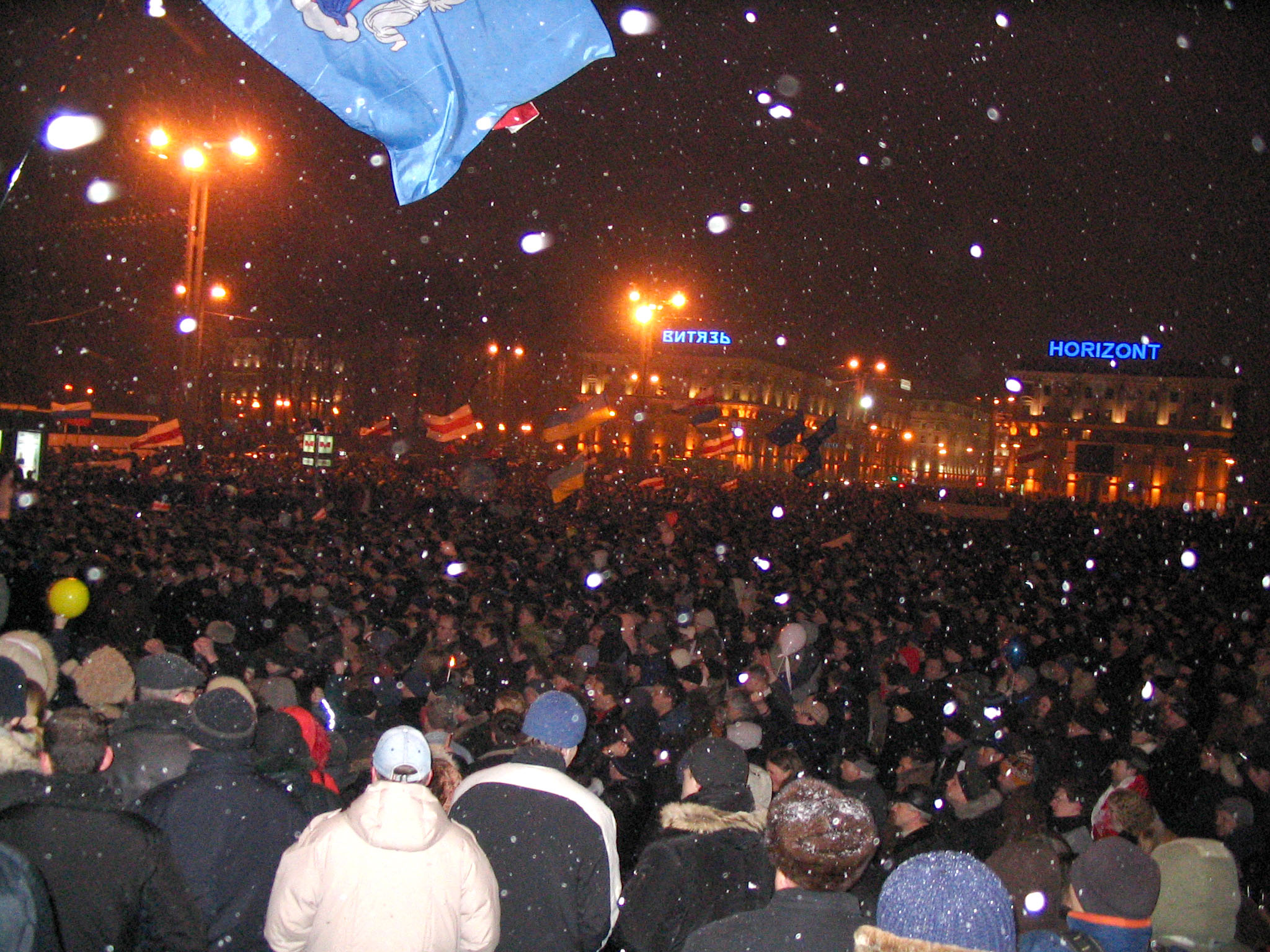
Manifestaciones del 19 de marzo de 2006

El término "Revolución de los Jeans" cobró protagonismo tras las manifestaciones celebradas en Minsk, la capital de Bielorrusia, tras las elecciones.
La protesta contra el resultado de las elecciones del 19 de marzo comenzó tan pronto como cerraron las urnas el domingo por la noche, con más de 10.000 personas reunidas en la plaza. Cada noche había una reunión cada vez más pequeña: 5000 el lunes, 3000 a 4000 el martes. Al 23 de marzo, solo unos 200 manifestantes, en su mayoría jóvenes, permanecían concentrados alrededor del campamento de la oposición erigida en la Plaza de Octubre en Minsk.
El presidente Aleksandr Lukashenko anunció anteriormente que protestas similares a las que ocurrieron durante las revoluciones: Naranja, las rosas y los tulipanes no se llevarían a cabo en Bielorrusia, afirmando que "no se permitirá el uso de la fuerza" para reclamar la presidencia. Las autoridades de Bielorrusia se comprometieron a aplastar los disturbios en caso de protestas a gran escala después de las elecciones.

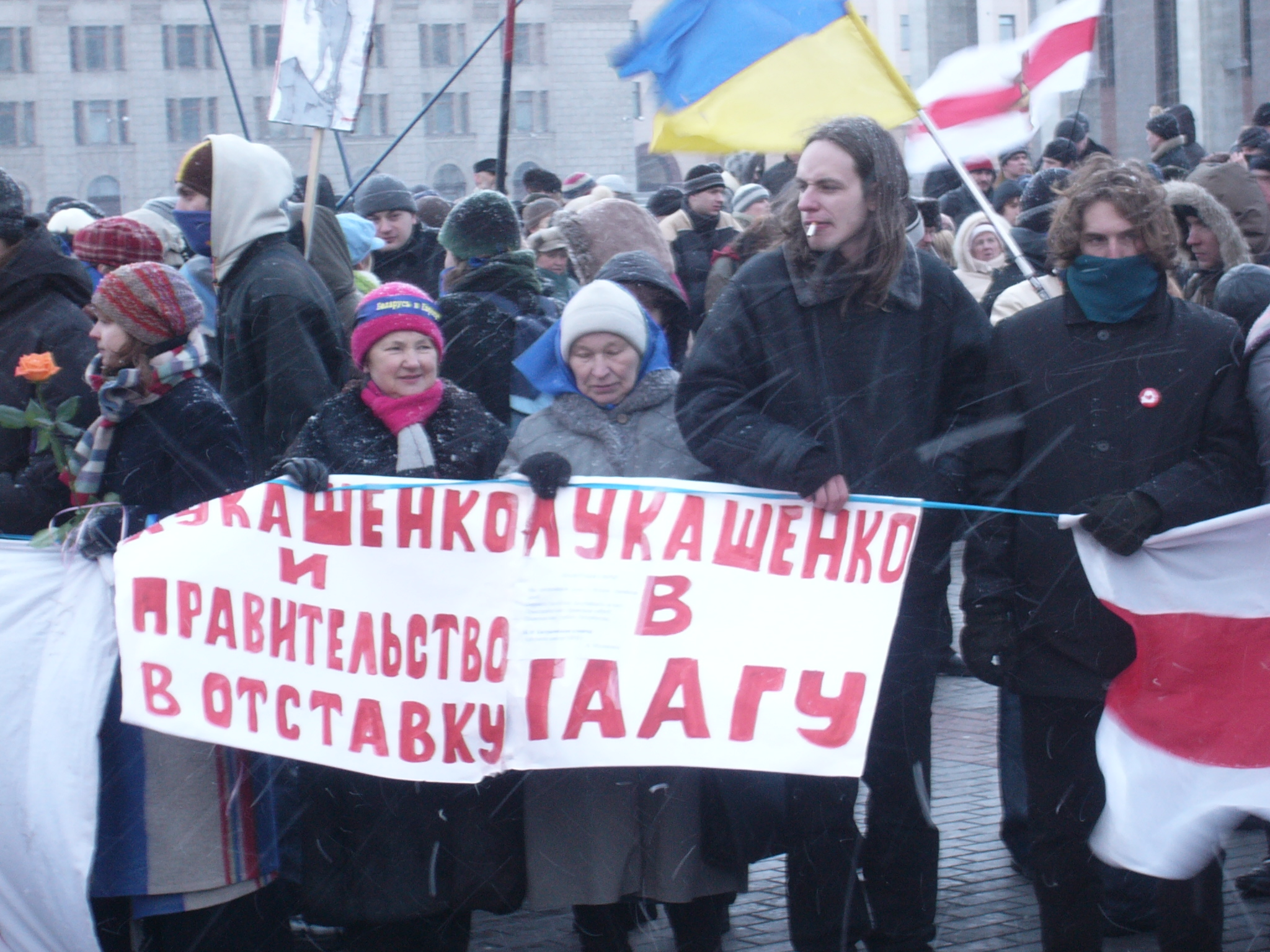
Manifestaciones en la Plaza de Octubre, Minsk

El 20 de marzo, Aleksandr Milinkevich dijo a 7000 simpatizantes (menos que en la reunión del domingo) que enfrentarían un largo recorrido con sus protestas: "Nosotros, el pueblo libre de Bielorrusia, nunca reconoceremos las elecciones. Nos tienen miedo. Su poder se basa en mentiras". Sin embargo, Lukashenko renovó las acusaciones de que sus rivales habían planeado revueltas pro occidentales como las de las ex repúblicas soviéticas de Ucrania y Georgia. “Déjenme decir que la revolución de la que tanto hablaban y algunos preparaban, fracasó y no podía ser de otra manera”, afirmó durante la rueda de prensa sobre su victoria.
El 24 de marzo, las autoridades enviaron a la policía antidisturbios para despejar el campamento improvisado en la Plaza de Octubre y ordenaron a los manifestantes que se dispersaran. La televisión estatal transmitió un informe de la policía de la ciudad que decía que nadie resultó herido en la operación. Algunos observadores comentaron sobre el trato relativamente amable de los manifestantes y sugirieron que el presidente bielorruso pudo haber intentado reaccionar con más sensatez dada la opinión occidental.
El 25 de marzo, aproximadamente 45.000 manifestantes en Bielorrusia se enfrentaron a las fuerzas policiales. La policía no se enfrentó a los manifestantes, a la espera de que llegaran los escuadrones antidisturbios. Más tarde, hubo enfrentamientos entre los manifestantes y la policía antidisturbios y los manifestantes finalmente fueron repelidos. Más de 100 personas fueron detenidas junto con Alexander Kozulin, simpatizante de las protestas y candidato contra Lukashenko. Al parecer, la policía agredió a Kozulin durante su detención.  El 14 de julio de 2006, Kozulin fue condenado a cinco años y medio de prisión por sus acciones en las protestas.

La bandera blanca-roja-blanca de 1918 a 1919 por la independencia de la Rusia, de la independencia por la Unión Soviética en 1991 a 1995, utilizada por los manifestantes.

También el 25 de marzo, Milinkievič declaró que esperaba una pausa de un mes en las protestas, aparentemente con la esperanza de poder generar oposición y calmar la angustia.
El cineasta bielorruso Yury Khashchavatski documentó el movimiento de oposición, especialmente las protestas postelectorales, en su película Kalinoŭski Square.
A Lesson of Belarusian, un documental  dirigido por Miroslaw Dembinski de la antigua república soviética de Bielorrusia, relata los eventos que precedieron y llevaron a la "revolución de los jeans". El régimen calificó el documental de contener "material extremo, indigno y prohibido de ver en el país".